# Stonegrave
Stonegrave es una aldea y parroquia civil en el distrito de Ryedale en Yorkshire del Norte, Inglaterra. Está situada en Howardian Hills, área de destacada belleza natural (AONB), a 6 km al sureste de Helmsley, a 26 km al norte de la ciudad de York y a 303 kilómetros al norte de Londres. 
Es parte de una capellanía de cuatro parroquias, que incluye a Oswaldkirk, Stonegrave, Gilling y Ampleforth.